# خوسيه بابلو فونسيكا
خوسيه بابلو فونسيكا (بالإسبانية: José Pablo Fonseca)‏ (25 نوفمبر 1973 بكوستاريكا - ) هو مدرب كرة قدم ولاعب كرة قدم كوستاريكي في مركز الدفاع. شارك مع منتخب كوستاريكا لكرة القدم. أما مع النوادي، فقد لعب مع ديبورتيفو سابريسا ونادي جامعة كوستاريكا ‏ ونادي كارتاهينيس وA.D. Municipal Liberia ‏ ونادي رامونينسي وBelén F.C. ‏.

## وصلات خارجية
- خوسيه بابلو فونسيكا على موقع الاتحاد الدولي (مؤرشف)  (الإنجليزية)
- خوسيه بابلو فونسيكا على موقع قاعدة بيانات كرة القدم.إي يو (الإنجليزية)
- خوسيه بابلو فونسيكا على موقع ناشيونال فوتبول تيمز (الإنجليزية)